# L.A. Guns
L.A. Guns je americká hard rocková skupina z Los Angeles založená v roce 1983. Současnou sestavu tvoří Tracii Guns (sólová kytara), Phil Lewis (hlavní zpěv), Ace Von Johnson (doprovodná kytara, vokály), Johnny Martin (baskytara, vokály), Adam Hamilton (studiový bubeník) a Shawn Duncan (koncertní bubeník). První inkarnaci kapely založili Tracii Guns a Rob Gardner v roce 1983; krátce nato se spojili s losangeleskou skupinou Hollywood Rose a v březnu 1985 vytvořili Guns N' Roses. Po krátkém působení v této nové kapele se Guns rozhodl obnovit L.A. Guns s novou sestavou, ve které byli Paul Black, Mick Cripps, Robert Stoddard a Nickey Alexander. Blacka brzy nahradil bývalý zpěvák skupiny Girl, Phil Lewis, a do kapely se přidal i bývalý baskytarista Faster Pussycat, Kelly Nickels. Alexandera nahradil bubeník Steve Riley (ex-W.A.S.P.), čímž vznikla tzv. „klasická sestava“ L.A. Guns. Skupina zaznamenala střední komerční úspěch na konci 80. a počátku 90. let. Počínaje touto dobou však došlo k řadě změn v sestavě (Riley byl nejstálejším členem), a skupině se již nepodařilo navázat na dřívější mainstreamový úspěch.
„Klasická sestava“ se znovu sešla v roce 1999 a začala pracovat na novém materiálu. Přesto se kapela dál potýkala se změnami členů, až Tracii Guns v roce 2002 odešel a spolu s Nikkim Sixxem z Mötley Crüe založil hardrockový superprojekt Brides of Destruction. L.A. Guns mezitím pokračovali bez něj s kytaristou Stacey Bladesem. Když však Guns v roce 2006 přerušil činnost Brides of Destruction, založil The Tracii Guns Band, v němž hráli i bývalí členové L.A. Guns Black a Alexander a také Jeremy Guns. Tato kapela si později změnila jméno zpět na L.A. Guns. Obě verze kapely – vedené Tracii Gunsem i Stevem Rileym – pokračovaly v nahrávání a koncertování pod stejným názvem až do roku 2012, kdy Traciiho verze zanikla. Riley zemřel v roce 2023 a skupina, kterou vedl, se rozpadla v roce 2025.

## Diskografie
Studiová alba
- L.A. Guns (1988)
- Cocked & Loaded (1989)
- Hollywood Vampires (1991)
- Vicious Circle (1994)
- American Hardcore (1996)
- Shrinking Violet (1999)
- Man in the Moon (2001)
- Waking the Dead (2002)
- Tales from the Strip (2005)
- Hollywood Forever (2012)
- The Missing Peace (2017)
- The Devil You Know (2019)